# 曼胡什市镇
曼胡什镇级市镇（烏克蘭語：Мангушська селищна громада）是乌克兰顿涅茨克州马里乌波尔区的市镇，行政中心为曼胡什。市镇面积为636.3平方公里，2020年人口数量为21,615人。

## 居民点
该市镇包括两个镇（曼胡什、雅爾塔）和15个村庄。
- 部分村庄：扎哈里夫卡、舊杜比夫卡、烏爾祖夫